# Йон Драйка
Йон Драйка (рум. Ion Draica; нар. 5 січня 1958, Констанца, Соціалістична Республіка Румунія) — румунський борець греко-римського стилю, чемпіон, дворазовий срібний та бронзовий призер чемпіонатів світу, триоразовий чемпіон, срібний та бронзовий призер чемпіонатів Європи, чемпіон Олімпійських ігор, чемпіон двох Універсіад.

## Біографія
Народився 5 січня 1958 року в Констанці, в дуже скромній сім'ї. Ріс неподалік від спортивного комплексу «Томіс», де він почав займатися боротьбою у віці 7 років. Протягом усієї своєї кар'єри він працював в одному клубі «Маяк» під керівництвом одного і того ж тренера Костянтина Офітереску, з яким він виграв всі можливі нагороди у ваговій категорії до 82 кг.
Перша участь в Олімпійських іграх відбулася у 1980 році в Москві, але там Драйка виступив украй невдало, зазнавши двох поразок через дискваліфікацію, і посів останнє місце.
У 1984 році Олімпійські ігри відбувалися у Сполучених Штатах Америки. В умовах бойкоту більшістю соціалістичних країн лос-анджелеської Йон Драйка мав хороший шанс стати олімпійським призером і скористався ним зповна. Він завоював золоту нагороду, подолавши у фінальній сутичці грецького борця Дімітріоса Танапоулоса з мінімальною перевагою 4-3.
Після завершення спортивної кар'єри Драйка отримав партійну посаду в спортивній адміністрації Констанци, яку займав до 1989 року, після чого став президентом борцівського клубу «Farul». У 2001 році, виконував обов'язки президента Федерації спортивної боротьби Румунії.
З 1989 року він почав свій бізнес, відкривши на своє ім'я і членів своєї родини 27 компаній, які діяли в таких областях, як торгівля, громадське харчування, сільське господарство, нерухомість і брухт. Він увійшов в політичну партію «Нова Румунія», створивши сильну молодіжну організацію.
Компанії Йона Драйки збанкрутували, заборгувавши загалом 364 млрд леїв. На нього звернули увагу слідчі органи. У 2003 році колишнього чемпіона було засуджено до трьох років позбавлення волі умовно за ухилення від сплати податків, шахрайство і підробку документів. Згодом він був помилуваний Президентом Румунії Траяном Бесеску за станом здоров'я.

## Спортивні результати на міжнародних змаганнях

### Виступи на Олімпіадах
| Змагання                    | Збірна  | Вагова категорія                 | Місце  |
| --------------------------- | ------- | -------------------------------- | ------ |
| Літні Олімпійські ігри 1984 | Румунія | греко-римська боротьба, до 82 кг | Золото |

### Виступи на Чемпіонатах світу
| Змагання                        | Збірна  | Вагова категорія                 | Місце  |
| ------------------------------- | ------- | -------------------------------- | ------ |
| Чемпіонат світу з боротьби 1977 | Румунія | греко-римська боротьба, до 82 кг | Срібло |
| Чемпіонат світу з боротьби 1978 | Румунія | греко-римська боротьба, до 82 кг | Золото |
| Чемпіонат світу з боротьби 1979 | Румунія | греко-римська боротьба, до 82 кг | 4      |
| Чемпіонат світу з боротьби 1981 | Румунія | греко-римська боротьба, до 82 кг | Бронза |
| Чемпіонат світу з боротьби 1982 | Румунія | греко-римська боротьба, до 82 кг | Срібло |
| Чемпіонат світу з боротьби 1983 | Румунія | греко-римська боротьба, до 82 кг | 4      |

### Виступи на Чемпіонатах Європи
| Змагання                         | Збірна  | Вагова категорія                 | Місце  |
| -------------------------------- | ------- | -------------------------------- | ------ |
| Чемпіонат Європи з боротьби 1977 | Румунія | греко-римська боротьба, до 82 кг | Золото |
| Чемпіонат Європи з боротьби 1978 | Румунія | греко-римська боротьба, до 82 кг | Золото |
| Чемпіонат Європи з боротьби 1979 | Румунія | греко-римська боротьба, до 82 кг | Золото |
| Чемпіонат Європи з боротьби 1980 | Румунія | греко-римська боротьба, до 82 кг | 6      |
| Чемпіонат Європи з боротьби 1981 | Румунія | греко-римська боротьба, до 82 кг | 8      |
| Чемпіонат Європи з боротьби 1982 | Румунія | греко-римська боротьба, до 82 кг | Бронза |
| Чемпіонат Європи з боротьби 1983 | Румунія | греко-римська боротьба, до 82 кг | Срібло |
| Чемпіонат Європи з боротьби 1984 | Румунія | греко-римська боротьба, до 82 кг | 5      |

### Виступи на Універсіадах
| Змагання               | Збірна  | Вагова категорія                 | Місце  |
| ---------------------- | ------- | -------------------------------- | ------ |
| Літня Універсіада 1977 | Румунія | греко-римська боротьба, до 82 кг | Золото |
| Літня Універсіада 1981 | Румунія | греко-римська боротьба, до 82 кг | Золото |

### Виступи на інших змаганнях
| Змагання                           | Збірна  | Вагова категорія                 | Місце  |
| ---------------------------------- | ------- | -------------------------------- | ------ |
| Гран-прі Німеччини з боротьби 1978 | Румунія | греко-римська боротьба, до 82 кг | Золото |
| Гран-прі Німеччини з боротьби 1979 | Румунія | греко-римська боротьба, до 82 кг | Золото |
| Гран-прі Німеччини з боротьби 1980 | Румунія | греко-римська боротьба, до 82 кг | Золото |
| Гран-прі Німеччини з боротьби 1981 | Румунія | греко-римська боротьба, до 82 кг | 5      |
| Гран-прі Німеччини з боротьби 1983 | Румунія | греко-римська боротьба, до 90 кг | Срібло |
| Гран-прі Німеччини з боротьби 1984 | Румунія | греко-римська боротьба, до 82 кг | Золото |

### Виступи на змаганнях молодших вікових груп
| Змагання                                      | Збірна  | Вагова категорія                 | Місце  |
| --------------------------------------------- | ------- | -------------------------------- | ------ |
| Чемпіонат Європи з боротьби серед молоді 1976 | Румунія | греко-римська боротьба, до 74 кг | 5      |
| Чемпіонат Європи з боротьби серед молоді 1978 | Румунія | греко-римська боротьба, до 82 кг | Золото |